# ملروز (لوئیزیانا)
ملروز (به انگلیسی: Melrose) یک منطقهٔ مسکونی در ایالات متحده آمریکا است که در لوئیزیانا واقع شده‌است.